# Эскуэрсо
Эскуэрсо (лат. Ceratophrys stolzmanni) — вид лягушек из семейства Ceratophryidae. Встречается в Эквадоре и Перу. Его естественной средой обитания являются субтропические или тропические сухие леса, субтропические или тропические сухие кустарники и песчаные берега. Его географический ареал очень фрагментирован; он имеет общую площадь около 20 000 км² и постоянно сокращается из-за деятельности человека.

## Описание
Длина тела самцов — 57,5 мм, самок — 67,6 мм. Тело коренастое и маленькое по сравнению с головой. Голова и рот очень широкие. На верхнем веке нет кожных придатков. Барабанная перепонка хорошо заметна, имеет вертикально-овальную форму, примерно в два раза меньше глаза. Надбарабанный край плохо выражен. Рыло округлое, если смотреть сверху, и направлено вперёд, с заметным наклоном от ноздрей к кончику при взгляде сбоку. Нижняя челюсть с двумя костными отростками, расположенными медиальнее внутренней части рта, слегка скрыта под верхней челюстью. Горловой мешок самцов парный. Между глазами тёмная межглазничная отметина, а от глаза через ростральный гребень к кончику рыла идёт продолговатая тёмная полоса. На малых сошниках имеются зубочелюстные отростки. Кожа на спине гладкая, за исключением неправильных более тёмных отметин с бугорками. Костный щиток отсутствует. На боках и брюхе кожа гладкая и слабозернистая. Передние конечности короткие и коренастые. Пальцы кисти широкие, без перепонки. I палец длиннее II пальца. У самцов в брачный период у основания большого пальца появляются брачные мозоли. Задние конечности короткие крепкие с более тёмными поперечными полосами, с бородавками; На наружном крае стопы имеется небольшая кожная складка. IV палец примерно в два раза больше V пальца и несколько крупнее III пальца. На задних лапах пальцы соединены рудиментарной перепонкой, которая выходит сразу за субартикулярные базальные бугорки. На плюсне имеется лопатообразная ороговевшая структура от тёмно-коричневого до чёрного цвета, предположительно помогающая копать закапываться в землю.
Цвет спины варьирует от светло-коричневого, тёмно-коричневого до светло-зелёного, темно-зелёного и серовато-зелёного; спинные поверхности с продолговатыми, округлыми, хорошо выраженными отметинами и более тёмными (например, коричневыми, темно-коричневыми, чёрными), чем цвет фона, с многочисленными бугорками, эти отметины очерчены более светлой линией; брюхо серовато-белое с небольшими коричневыми пятнами, расположенными по бокам; горло с тёмными пятнами.

## Размножение
Размножение провоцируется проливным дождем, и Ceratophrys stolzmanni бурно размножаются в течение одной ночи. Обычно днем лежат зарывшись в землю и наиболее активны после захода солнца. В брачный период самцы вступают с самками в подмышечный амплексус.

## Питание
В дикой природе Ceratophrys stolzmanni поедают мелкую рыбу и грызунов, а молодые особи питаются более мелкими жуками и червями. В неволе они обычно питаются червями и насекомыми (обычно мотыльками, восковыми червями и сверчками). Они также едят мелкую рыбу и кормовых мышей, хотя они не должны быть основным продуктом их рациона в неволе, так как это может вызвать вздутие живота и ожирение.

## Поведение
Поведение обычно спокойное и пассивное даже ночью. Однако Ceratophrys stolzmanni может бродить, если захочет, ночью, хотя это случается редко. Если её схватит рукой человек, лягушка проявить агрессию и укусить, что может вызвать кровотечение из-за ее зубов, похожих на наждачную бумагу, которые растут по мере того, как лягушка достигает зрелости. Также не рекомендуется сажать двух особей в один террариум, если они не готовы к размножению, так как они могут напасть друг на друга и одна особь способна даже съесть другую.